# Relationstrassierung

Relationstrassierung mit Hilfe der Radientulpe

Die Relationstrassierung ist ein Planungsprinzip beim Entwurf von schnellbefahrenen Straßen. Dabei werden Radien von aufeinanderfolgenden Kurven so gewählt, dass sie in einem harmonischen Verhältnis (Relation) zueinander stehen. Auf diese Weise wird die Verkehrssicherheit erhöht, da der Fahrzeugführer keinen abrupten Wechsel der Krümmung bei aufeinanderfolgenden Kurven durchfährt. Je nach Straßenkategorie geben die Richtlinien zur Trassierung von Straßen vor, wie stark die Radien aufeinanderfolgender Kurven höchstens voneinander abweichen sollen. 
Beispielsweise enthalten die früher in Deutschland gültigen RAS-L zu diesem Zweck die so genannte Radientulpe, die den Zusammenhang zwischen zwei aufeinanderfolgenden Radien darstellt. Bei den Straßenkategorien A I und A II sollte die gewählte Radienfolge im „guten Bereich“, bei den Straßenkategorien A III und A IV im „brauchbaren Bereich“ liegen. Darüber hinausgehende Radienfolgen sollten vermieden werden. Gestatten Zwangspunkte, wie etwa topografische oder bauliche Gegebenheiten, keine Relationstrassierung, sind entsprechende Maßnahmen wie der Einsatz von Leiteinrichtungen oder Geschwindigkeitsbeschränkungen zu ergreifen.  